# Цо-Морари
Цо-Морари (также Цомора́ри; официальное название — Заповедник водно-болотных угодий Цоморари; англ. Tso Moriri, хинди सो मोरिरी, тиб. ལྷ་མོའི་བླ་མཚོ, Вайли lha mo'i bla mtsho — Лхамо-Лацо, примерно: высокое озеро богини или тиб. མཚོ་ལྷམོ, Вайли mtsho lha mo — Цо-Ламо, примерно: озеро богини) — озеро и заповедник в Чангтане (Северное Плато, высокогорье северного Тибета), высокогорное озеро на высоте 4595 над уровнем моря в Ладакхе, Индия и самое большое высокогорное озеро в трансгималайском регионе в пределах Индии. Оно расположено между Ладакхом (на юге), Тибетом (на востоке) и Занскаром на западе; снежные вершины Чангтана питают озеро водами. Озеро доступно только в летний сезон. До 1959 года местные жители занимались добычей соли (цокар, на местном ладакхи) из озера.

## Топография
По классификации гималайских озёр, из четырёх групп, Цо-Морири относится к третьей — «Остаточные озёра». Классификации включает: 

(I) Ледниковое озеро сформированы ледниками; (II) Структурные озёра, возникли в результате неровностей и подвижек земной коры (напр. озеро Найнитал в Уттаракханде), (III) Остаточные озёра возникли в результате усыхания огромного структурного озера(e.g., Цоморари, Цо-Кар, Пангонг-Цо в Ладакхе, и Дал в Кашмире), (IV) Природно-плотинные озёра, возникли при возникновении на реке естественной плотины из породы и обломков то есть Гохна Тал в Гархвале, Уттаранчал.

Северное плато — Чентан очень суровое и немногие живые существа переносят этот климат, но среди обитателей плато встречаются действительно уникальные виды. Тибетское нагорье с высотами 4500 метров служит домом для некоторых видов млекопитающих. Район озера является бессточным, так как воды озера не текут в океан.

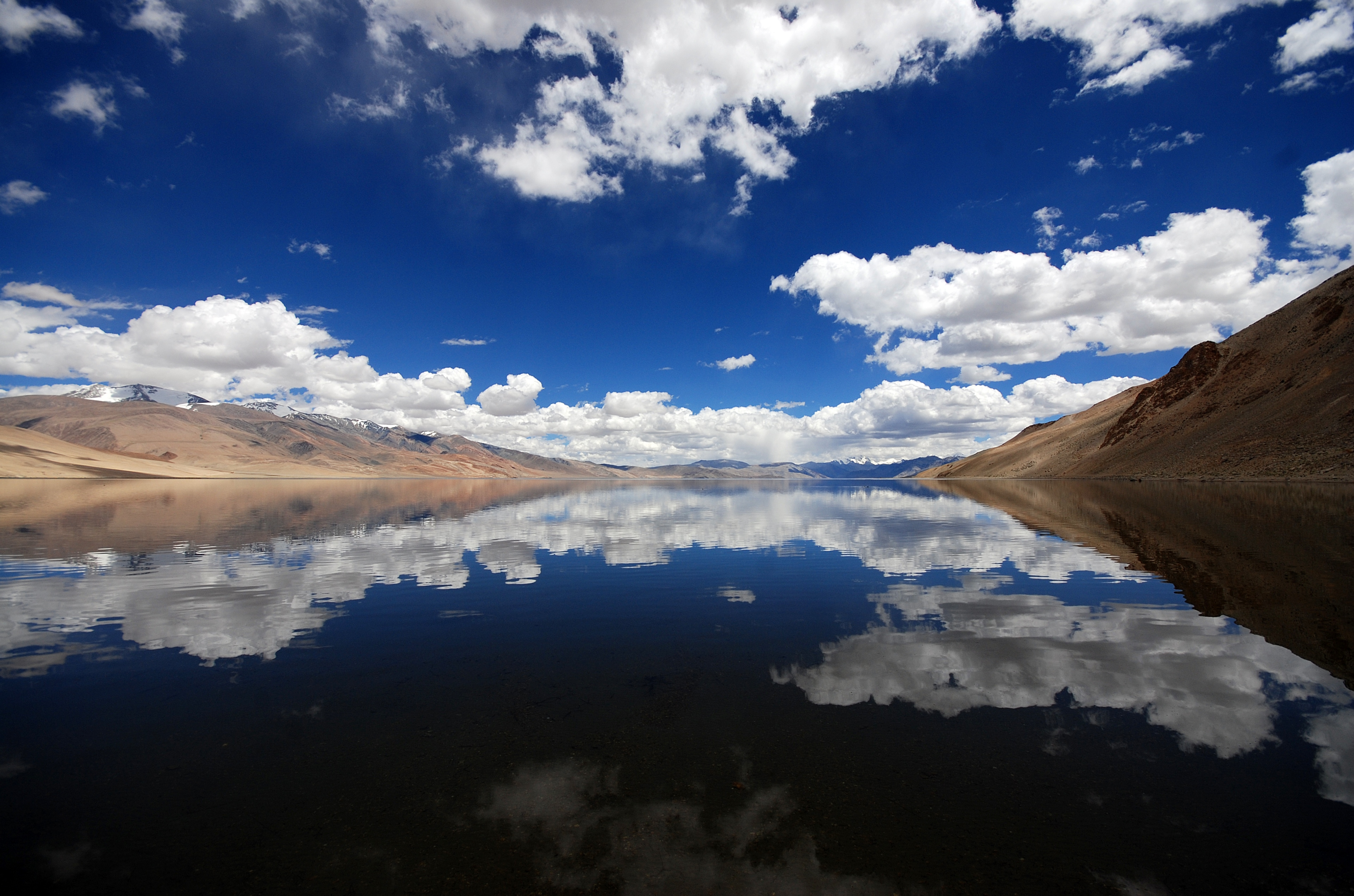
Цоморари, Корзок, Ладакх

Озеро окружено долиной Рупшу с горами до 6000 метров. Район озера населяют «Чангпа», кочевники-пастухи, которые разводят яков, овец, коз, и лошадей. Они тибетцы, по происхождению и часто подрабатывают на караванной торговле между Тибетом и Индией.. Чангпа используют луга вокруг озера для выпаса скота, но изредка занимаются и примитивным земледелием.
Рабочий доклад (2006) Комиссии по планированию при правительстве свидетельствует:

Несмотря на бедный растительный покров, относительно низкую биомассу и высокое антропогенное воздействие, эта область выдерживает большое количество скота. Расширение скотоводства в этой области связано, во-первых, с притоком кочевников из Тибета в последние десятилетия и поощрению разведения кашмирской овцы Департаментом Животноводства (AHD) с целью получения качественной шерсти (Пашмина). Кочевники и чиновники департамента животноводства, в последние годы, чувствуют обеспокоенность деградацией пастбищ, приводящее к нехватке кормов, и массовой гибели скота во время суровых зим.

Карзок-Гомпа, на западном берегу озера уже 400 лет привлекает туристов и паломников. Туристический сезон с мая по октябрь, большое число (для высокогорного плато) местных и заграничных туристов, в районе озера только один маленький гостевой дом, поэтому живут в палатках.

## Доступ
Дорога к озеру: 215 км на юго восток от Леха, столицы Ладакха, Индия. До Леха можно добраться по шоссе или по воздуху.

## Гидрологияи качество воды
Водосбор озера — 120 км². Бассейн с запада ограничен низкими относительно плато горами тибетской холодной пустыни, а с востока ущельем реки Паре-Чу, которая протекает с южной стороны. Другой бассейн, болота Нуро-Сумдо (площадью 20 км²), лежит на север от Цоморари и Паре-Чу на юге, вода из Нуро-Сумдо стекает в Паре-Чу. Несколько небольших горных потоков текут в озеро через луга у Пелдо-Ле. Озеро питается тающими снегами и имеет глубину 40 метров. Аридная и холодная пустыня — создана здешним климатом; летом температуры от 0 °C до 30 °C и от −10 °C до −40 °C зимой. Породы кембрий/докембрий.

## Флора и фауна

### Птицы

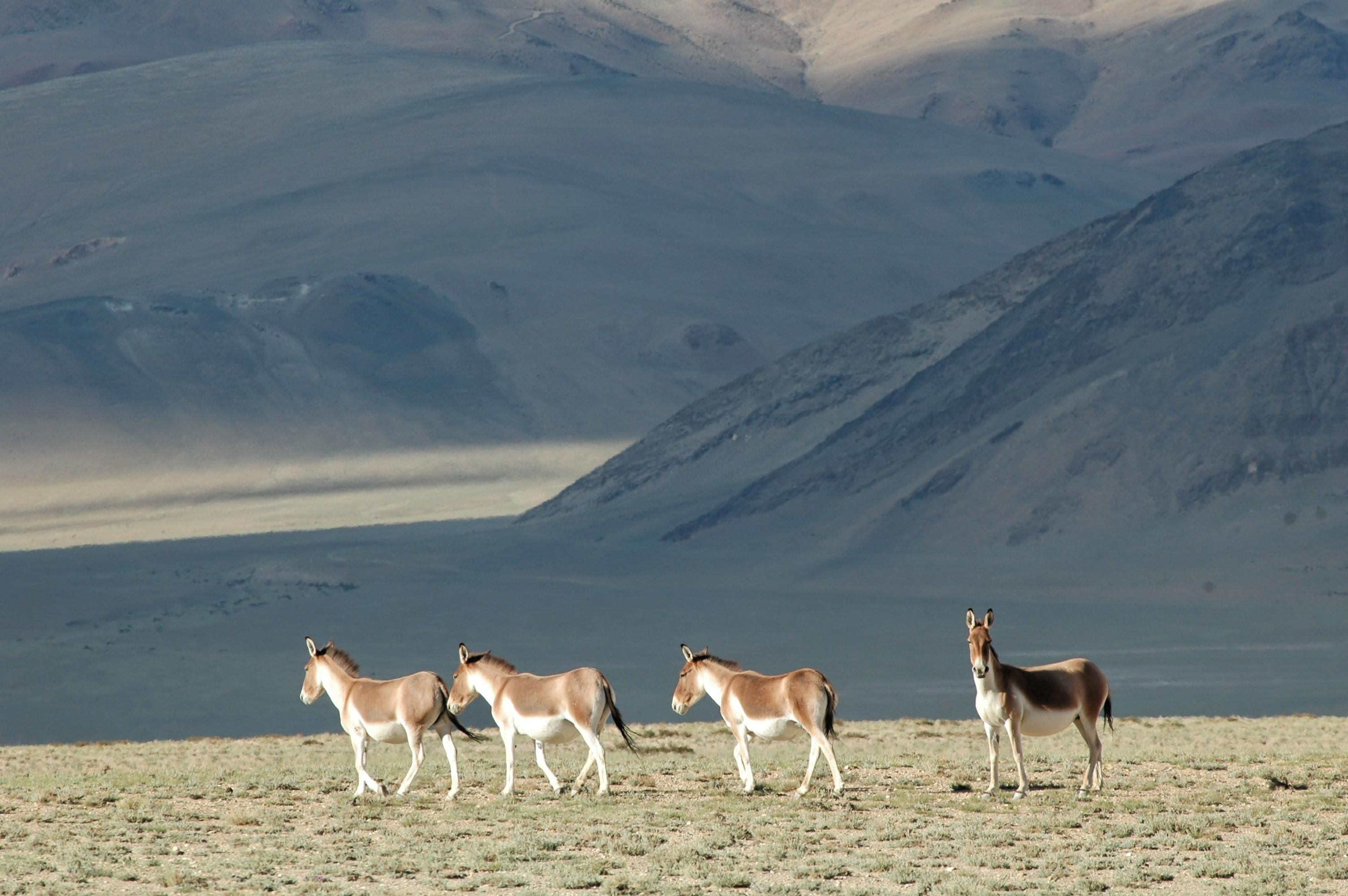
Тибетские кианги на берегах озера

Исследования, проведённые в 1996 году, выявили 34 вида птиц включая 14 видов водных (некоторые представлены на фотографиях в статье), некоторые находятся под охраной, в том числе:
- Черношейный журавль (Grus nigricollis) угрожаемый.
- Горный гусь (Anser indicus) - гнездовья
- Буроголовая чайка (Larus brunnicephalus)
- Большая поганка (Podiceps cristatus) (редкая)
- Белоглазый нырок
- Черношейная поганка (Podiceps nigricollis) (редкая)

### Млекопитающие
- Архар
- Нахур (Pseudois nayaurr) Куку-яман
- Тибетский осёл (кианг) или Equus kiang, эндемик Тибетского плато
- Тибетский горный баран (Ovis ammon hodgsonii)
- Сурки, Гималайский сурок селится во многих окружающих холмах и на обочинах дорог
- Зайцы, Lepus oistolus
- Полёвковые, Alticola roylei
- Три вида пищух: Ochotona macrotis, Черногубая пищуха или тибетская и Scincella ladacensis

В том числе, охраняемые:
- Тибетский дзерен (Procapra picticaudata)
- Архар
- Рыси

Крупные хищники:
- Ирбис (Uncia uncial)
- Тибетский волк (Canis lupus chanko)

### Растительность
Глубокие части озера не имеют растительности, но на мелководье растёт осока и тростник, особенно осока, карагана и астрагал. Местные растения приспособились к сухому и засушливому климату высокогорья:
- Карагана и Астрагалы.
- Рдесты
- Несколько видов осоки, Первоцветы (низкорослы), и Мытник(паразитирующие)
- Виды Ситника и Leontopodium
- Фитопланктон: Oocystis на глубине 25 м 900 клеток/литр. Диатомовые водоросли: Cyclotella также найдена.
- Пастбища домашнего скота

### Рамсарская конвенция
В 2002 году озеро было включено в список объектов Рамсарской конвенции. Указывалось, что озеро обладает большим видовым разнообразием для столь сурового климата. Обоснование можно резюмировать:
- Разнообразная фауна, эндемики и уязвимые виды
- Травоядные-эндемики
- Большое разнообразие птиц, гнездовья и перевалочный пункт при миграции

## Угрозы озеру
Существуют такие угрозы, как:
- Туристы могут пугать гнездующихся птиц
- Строительство дороги близко к озеру
- Деградация пастбищ, рост поголовья (сурков, зайцев, копытных)
- Рост выпаса овец
- Отсутствие мест захоронения мусора.
- Собаки пастухов иногда разоряют гнёзда.
- Джип-сафари пугают Киангов.
- Отсутствие правительственного контроля за озером

## Сохранение озера
С учётом экологической значимости озера и хрупкости его экосистемы, была принята программа с упором на Национальное и Интернациональное обеспечение. Действия предпринятые в этом направлении:
Цоморари включено в заповедник. Охота, по общему правилу, запрещена. Стражи порядка на мосту Махе следят за этим.
WWF создало пост в Корзоке в Рупшу на берегах Цоморари для сохранения высокогорного водно-болотного угодья в Ладакхе, они активно работают с туристами и местными жителями, помогая сохранять хрупкий баланс озера при активном скотоводстве и туризме.
Индийский институт дикой природы также создал своё отделение в Лехе для исследования региона. Усилиями этого и других научных сообществ было издано несколько брошюр с информацией о озере. На конференции в Непале ноябре 2000 года делегаты от Ладакха приняли решение признать озеро «Священным даром живой планеты».
Также предпринято:
- Ограничения кемпингов на озере и перенос стоянки автомобилей
- Компания «Indo Tibetan Border Petrol» (ITBP), тур-операторы и местное население организовали уборку скопившегося мусора
- Местные жители добровольно и традиционными способами укрепили оползший берег и построили заграждение на этих участках
- Было учреждено «Общество сохранения Цоморари».
- 20 клубов натуралистов было создано в ладакхских школах
- Индийская армия обязалась создать «Центр просвещения о дикой природе» в 'Зале славы', в Лехе.

## Всемирный Фонд Дикой Природы (WWF) на Цоморари
WWF ведёт активную деятельность на Цоморари и в Ладакхе вообще. Уже более 30 лет эта некоммерческая организация помогает региону, основные задачи:
- Содействие охране природы и охраны окружающей среды как основы для устойчивого и справедливого развития.
- Развить план взаимодействия местных жителей и туристов с целью сохранения экологического баланса
- Провести биологические и социально-экономические исследования Цоморари
- Организовать просвещение тур-операторов, военных, учителей и местных жителей относительно озера
- Установить планирование деятельности на Цоморари, Цокаре и Пангонг-Цо
- Разработать программу эко-туризма на озере
- Экономико-экологическая оценка озера
- Экологический менеджмент туристического сектора
- Увеличение представителей WWF

## Галерея

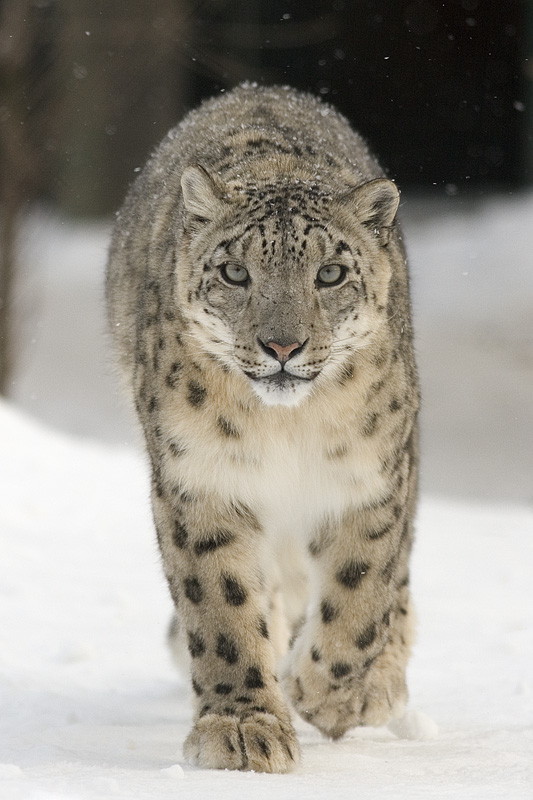
Ирбис
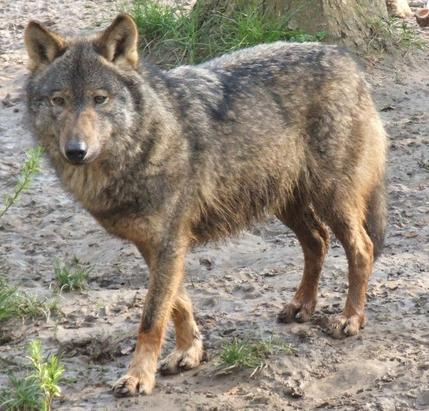
Волк
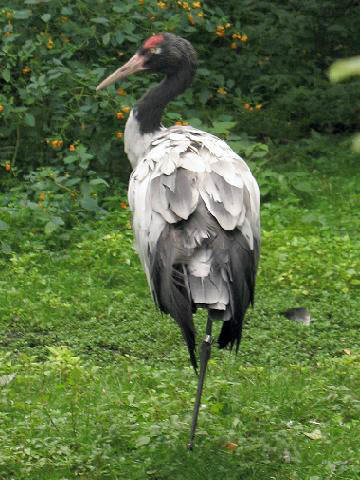
Черношейный журавль
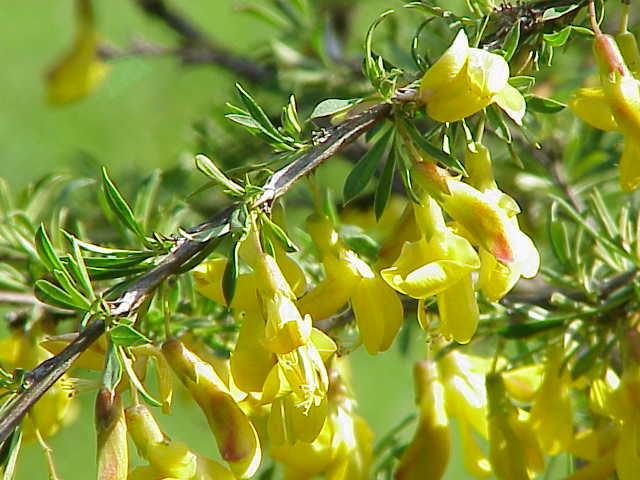
Карагана карликовая из семейства бобовых
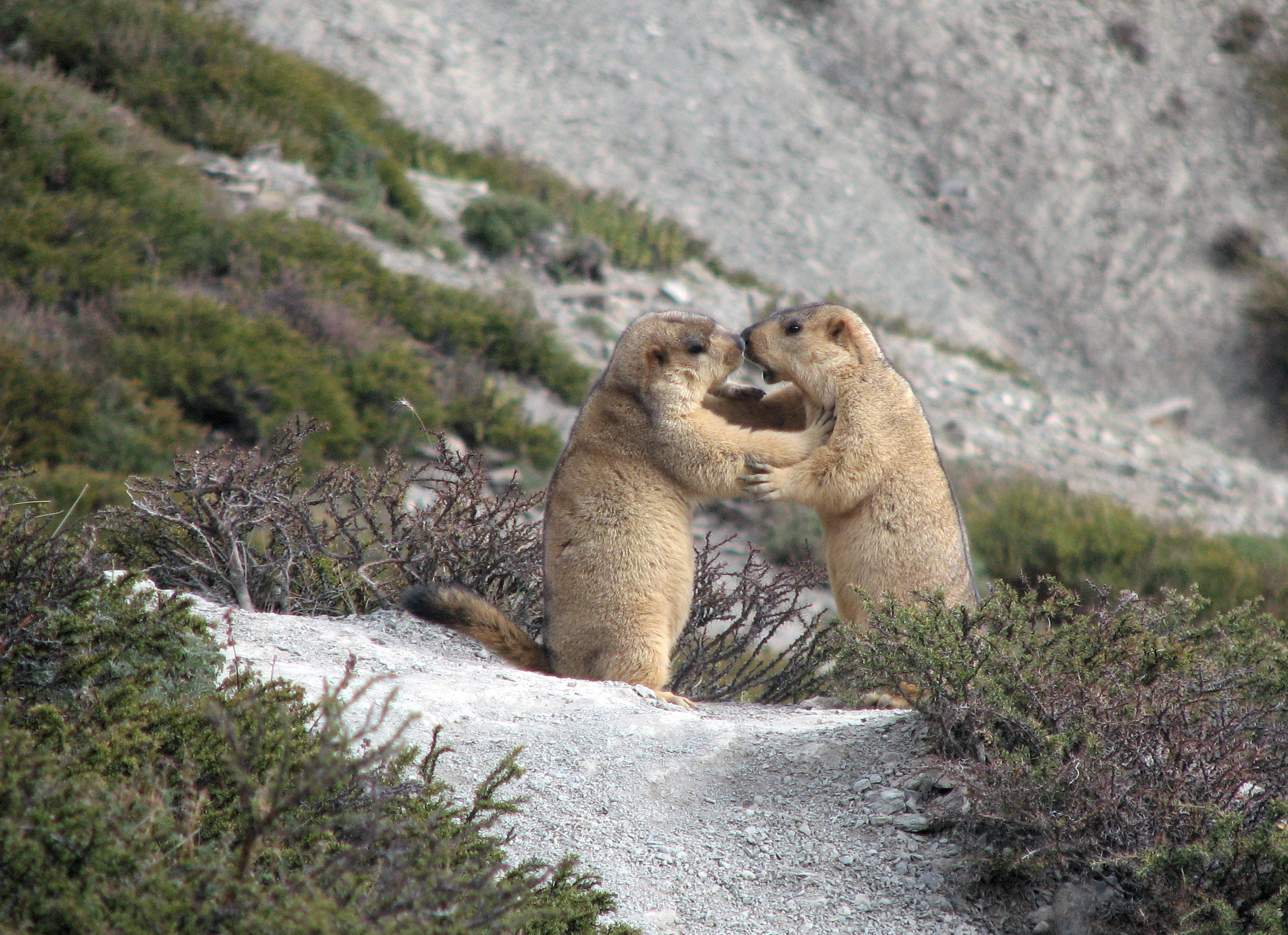
Гималайские сурки
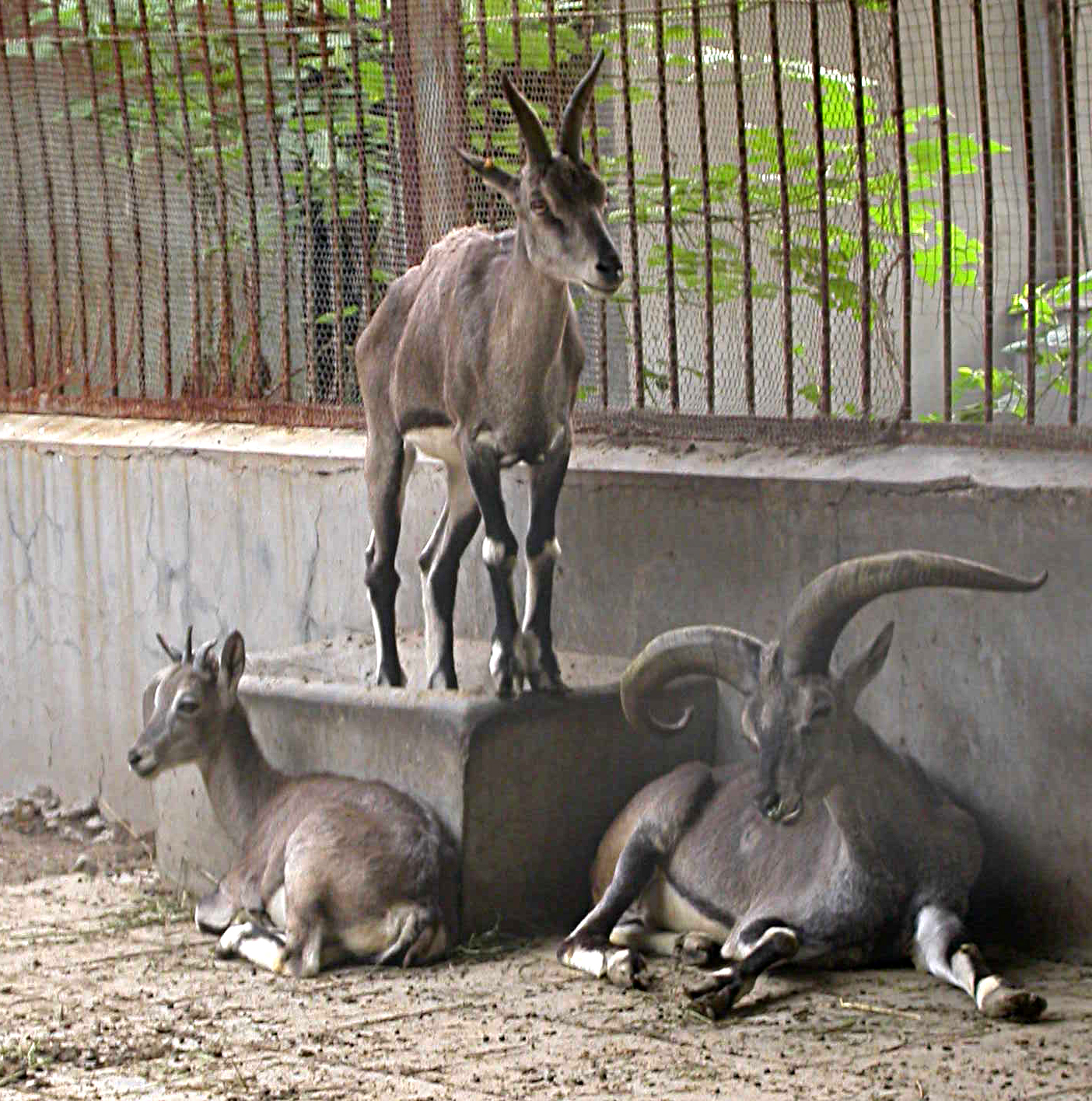
Архары
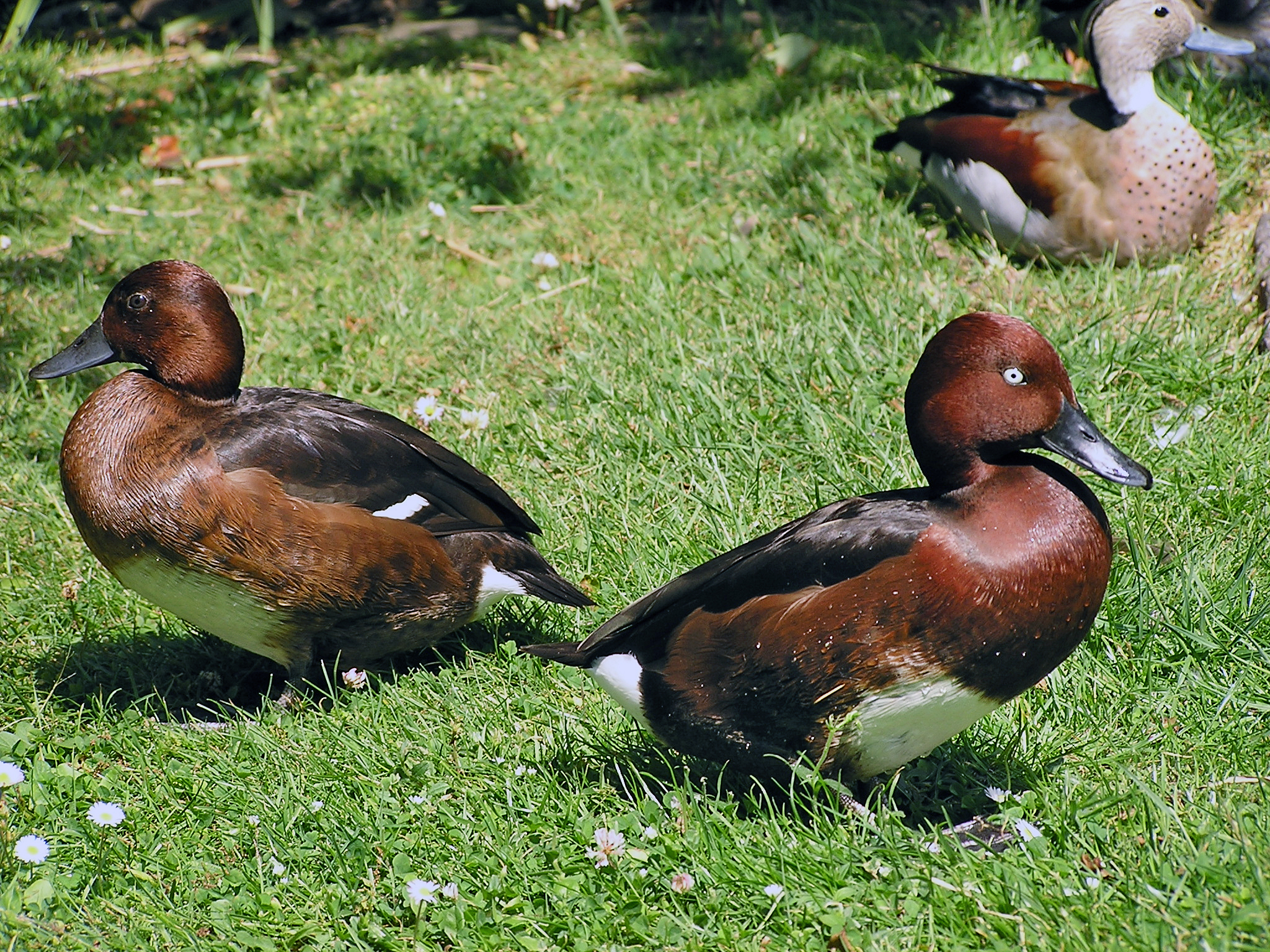
Утка-нырок
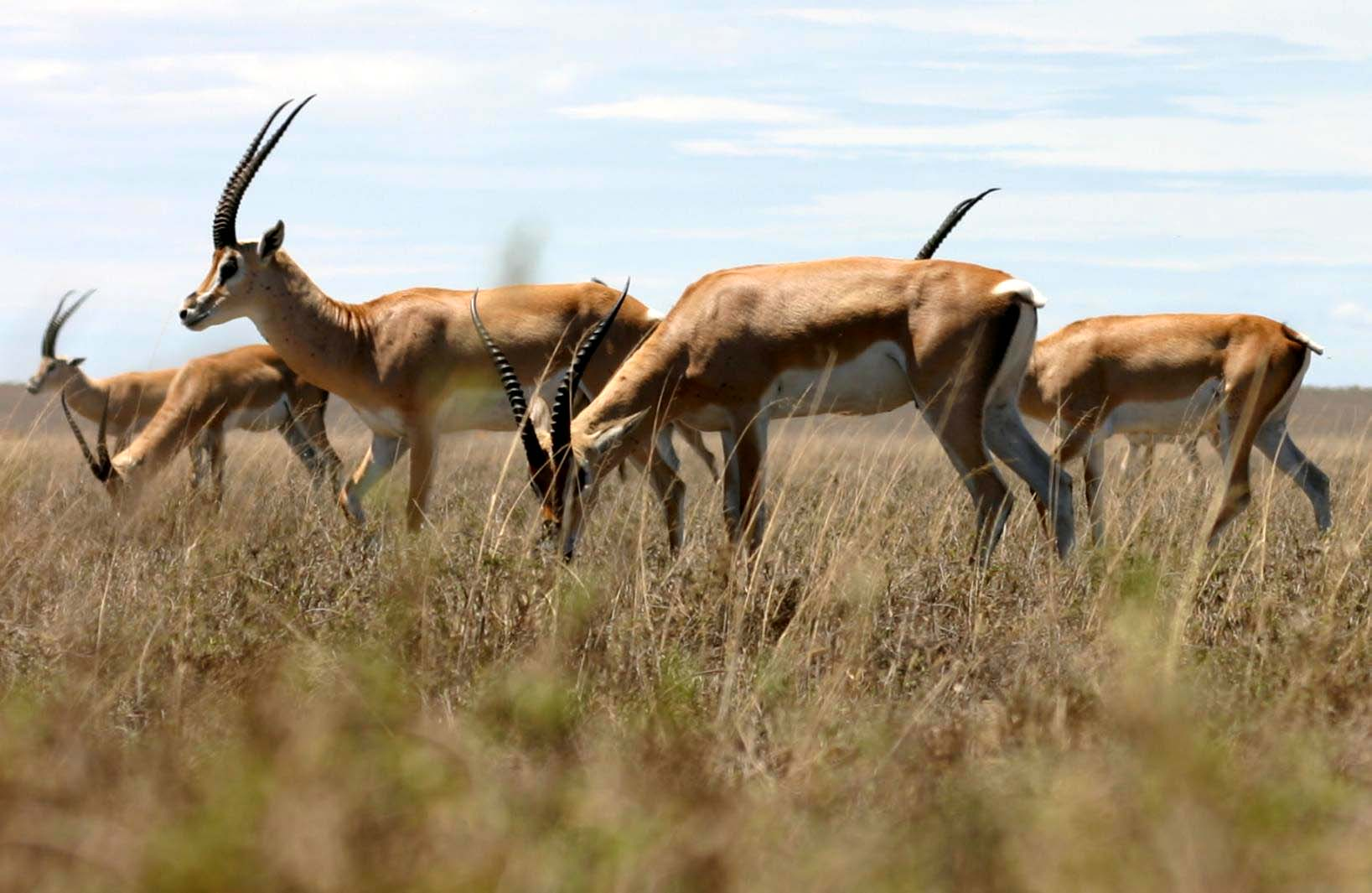
Газель Гранта
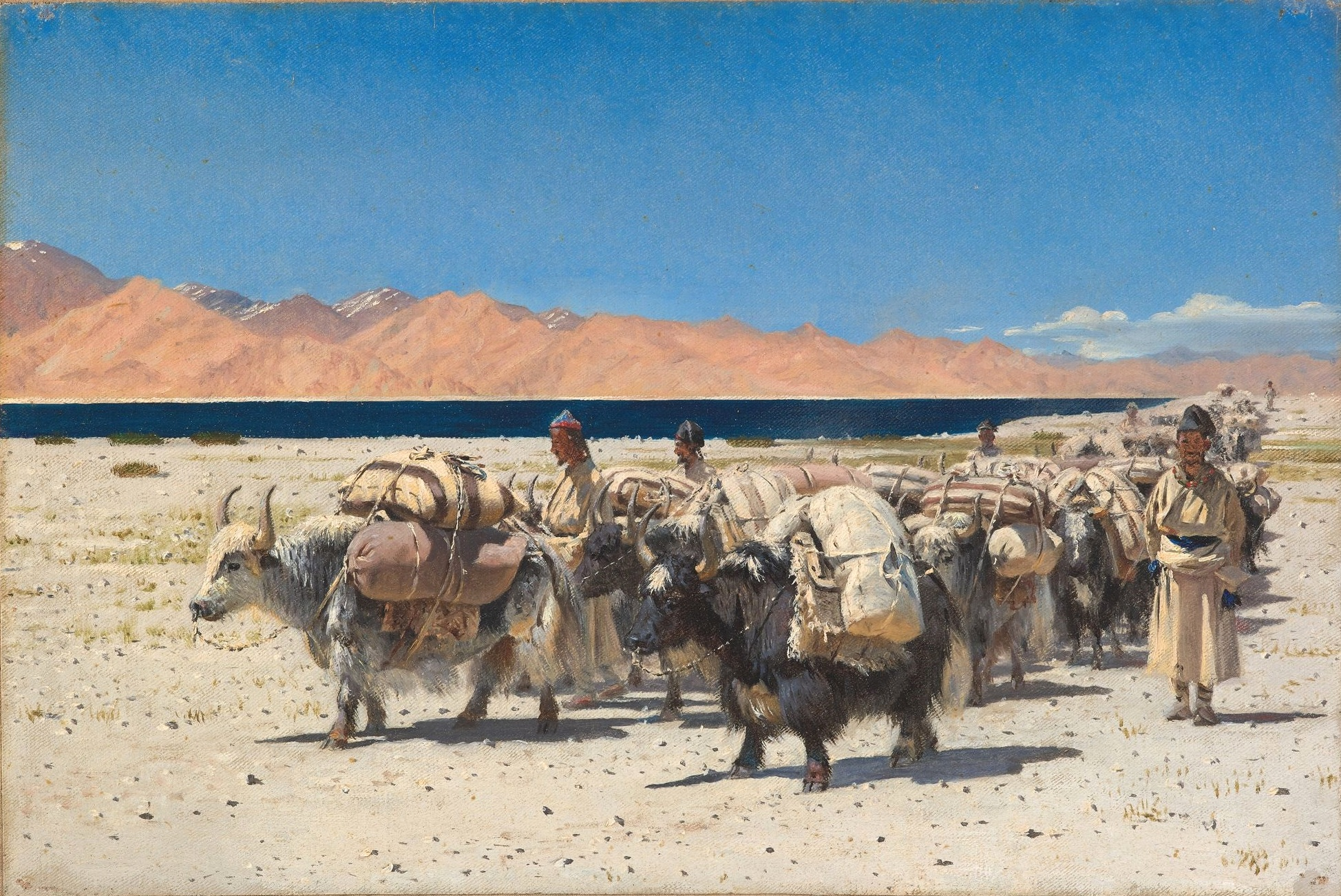
В. В. Верещагин. «Караван яков, нагруженный солью, около озера Цо-Морари, на границе Западного Тибета». Третьяковская галерея